# Moulaga
Moulaga è un singolo del rapper francese Heuss l'Enfoiré, pubblicato il 13 dicembre 2019.
Il brano vede la partecipazione del rapper francese Jul.

## Classifiche
| Classifica (2019-23) | Posizione massima |
| -------------------- | ----------------- |
| Austria              | 49                |
| Belgio (Fiandre)     | 64                |
| Belgio (Vallonia)    | 13                |
| Francia              | 2                 |
| Germania             | 46                |
| Paesi Bassi          | 105               |
| Polonia              | 52                |
| Repubblica Ceca      | 26                |
| Slovacchia           | 58                |
| Svizzera             | 42                |